# 金一 (政治家)
金 一（日本語読み：きん・いち又はきん・いつ、キム・イル、김일、1910年3月10日 - 1984年3月9日）は、朝鮮民主主義人民共和国の政治家。国家副主席、政務院総理（首相）、朝鮮労働党中央委員会政治局常務委員会委員などの要職を歴任した。別名は朴徳山。

## 経歴
咸鏡北道で誕生。1932年から朝鮮共産党の地下活動や大衆団体の扇動を積極的に展開。中国共産主義青年団延吉県委書記。1935年10月に満州の抗日パルチザンに参加。東北抗日連軍第6師第8団政治委員。ソ連領に入った後は第88独立狙撃旅団第1大隊党書記。1945年9月、赤星勲章を受章。
1945年8月に朝鮮が解放されると、9月に第88旅団隊員と共にソ連軍船のプガチョフ号に乗船して9月19日に元山港に入港。その後、朝鮮共産党の党中央執行委員に就任。翌1946年4月に北朝鮮労働党中央委員会常務委員兼政治委員となり、9月には第一師団文化副師団長を兼ね、朝鮮人民軍の強化発展に寄与した。同年、保安幹部訓練大隊副司令官兼文化副司令官。1948年の朝鮮民主主義人民共和国建国に際し、第1期最高人民会議代議員に選出され、以後、死去するまで代議員を務める。同年8月、民族保衛省文化訓練局長兼副相。なお、その次席者は金日（キム・イル）文化訓練副局長で漢字を用いなければ全く同名だったため、金一は「大きなキム・イル」、金日は「小さなキム・イル」と呼び分けられていた。
1949年、朝鮮人民軍政治保衛局長。中国共産党への秘密特使として派遣され、毛沢東らに南侵計画を説明して支援を要請した。
1950年6月、朝鮮戦争の勃発後、朝鮮人民軍前線司令部軍事委員。1950年12月21日の党中央委員会全体会議において「飛行機が無ければ戦えない」と投降主義に落ち入ったとして武亭、林春秋、崔光、金漢中とともに批判を受け、解任される。後に復帰して内務省政治局長、平安南道の党委員会委員長を歴任。
1953年6月には朝鮮労働党中央委員会書記に就任。同年8月、第2期党中央委員会第6回総会において新設の党中央委員会副委員長に選出された。1954年3月、内閣副首相に任命され、翌月には農業相（大臣）を兼任。朝鮮戦争後の復興と社会主義の基礎建設に関する政策を進めて党の路線を整備した。1956年4月の第3回党大会において党常務委員会委員（政治局員）に選出され、党内序列第4位となる。1962年10月23日、第一副首相に昇格。
1965年7月13日、経済使節団を率いて北ベトナムを訪問。観劇会の席で、韓国軍のベトナム戦争参加に対抗して北朝鮮側も派兵する意思を表明し、北朝鮮によるベトナム戦争参戦への布石とした。1966年10月の第2回党代表者会において、党政治委員会常務委員（政治局常務委員）・中央委員会書記となる。 
1972年12月27日、第5期最高人民会議第1回会議で朝鮮民主主義人民共和国社会主義憲法が制定され、内閣が政務院に改組された。12月28日、金一は初代の政務院総理（首相）に任命された。1976年4月29日、国家副主席に転任。金一は首相や国家副主席として北朝鮮の対外活動を主導し、1979年には祖国平和統一委員会委員長も兼ねて、韓国との交渉にあたった。1980年10月の第6回党大会で党政治局常務委員に再選。
1984年3月9日、国家副主席在職のまま死去。

## 人物
兪成哲は「なかなかの人物で、人間の温かみと幅を感じさせる人柄で、ものの理解力も早くて正確だった。ただ惜しむらくは権力欲が少なく、権力闘争を経て権力を自分のものにしていくような策謀をしなかった人物だった」と評している。またソ連派の金奉律が金日成体制下で生き残ることができたのは金一のおかげだという。
許真は『北朝鮮王朝成立秘史』で「原則的だが性格は温厚で、金策、姜健らと共に抗日パルチザン出身者中で最も信望の高い人物の一人だった」「一言で評するならば、彼は性格が温厚で人間性に富んでおり、実務能力のある人である。ソ連、延安、国内およびパルチザン出身幹部から一様に尊敬と信任を受けてきた人である」と書いている。
朱栄福は『朝鮮戦争の真実』で「背の高い教養のある人であった。また現実主義者でもある。数多くの将官のうちで、現代戦における飛行機の役割を切実に認めたのは彼一人くらいであろう」と書いている。
親日派のレッテルを貼られ、父の財産を没収された李闊を保護し、財産を取り戻してあげたという。
政務院鉄道部長、朝鮮労働党中央委員会検閲委員会委員長などを歴任した朴容錫は息子。

## 金一と金正日
北朝鮮では、金一が金正日を金日成の後継者として強く推薦したとされている。1974年2月の第5期党中央委員会第8回総会で、金日成（党総書記・国家主席）が金正日（党書記）の党政治局員選出について、金正日の若さを理由に政治局員就任を躊躇していたが、金一が率先して金正日の党政治局員選出と後継者擁立を主張した。他の幹部もこれに追随し、この結果、金正日が後継者として扱われるようになったというのである。